# Eystein Adilson
Eystein Adilson, auch Eysteinn Adilson oder Östen, norwegisch Øystein, (* Ende 6. Jahrhundert um 594; † 7. Jahrhundert um 620 in Lofon) war ein Sagenkönig in Schweden am Anfang des 7. Jahrhunderts.

## Biografie

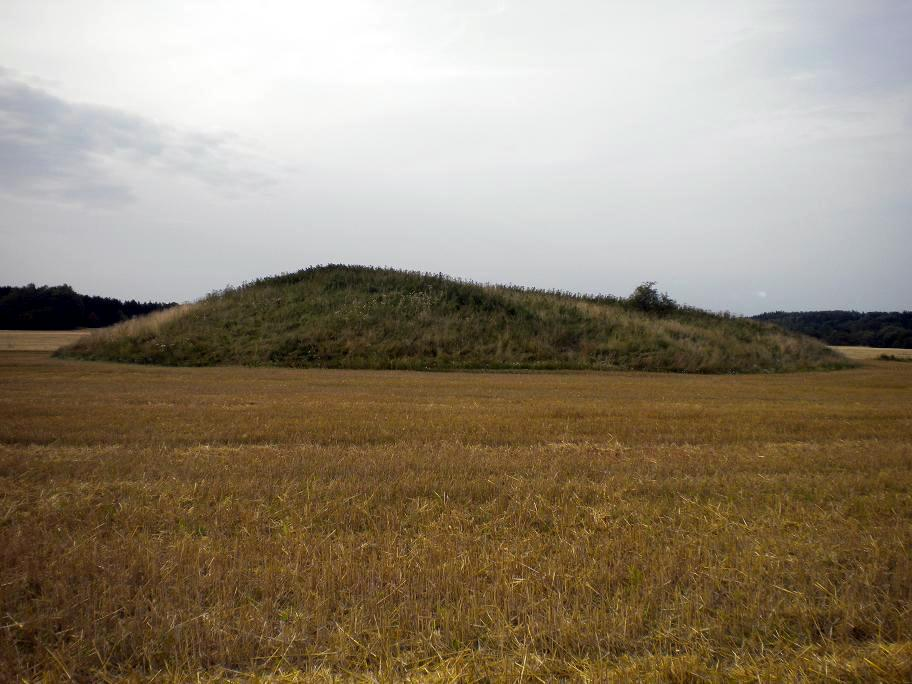
Östens hög (Eysteinn tumulus) auf Östanbro in Västerås

Eysteinn war der Sohn von Adils (auch Edgilds). Er regierte in Schweden gemäß der Ynglingasaga laut Snorri Sturluson in unruhigen Zeiten. Piraten bedrohten die Küsten. Der Pirat und Seekönig Sölve Högnesson kam aus Jütland (laut Historia Norwegiæ und war ein Gaute). Sölve fuhr über die Ostsee nach Lofon (wahrscheinlich die Insel Lövön im Mälarsee oder die ehemalige Harde Lagunda in Uppland), wo Eysteinn residierte. In der Nacht umzingelten die Eindringlinge die Häuser, brannten sie nieder und töteten dadurch die Bewohner; dabei kam auch Eysteinn um.
Sölve zog nach Sigtuna, verlangte von den Schweden, dass sie ihn als König anerkannten und nach einer 11-tägigen Schlacht gaben sich die Schweden geschlagen. Später, bei einer Rebellion, wurde Sölve getötet.
Eysteinn war der Vater von Ingvar (Yngvar) (* 616). Er wurde nach Sölve König in Svitjod (altnordischer Name für das schwedische Königreich). Der Eysteinn Grabhügel (Östens hög) in Västerås nahe Östanbro wurde von einigen Historikern mit ihm in Verbindung gebracht.
Die Thorsteins saga (Þorsteins saga) Víkingssonar sagt, dass König Anund nicht der Sohn von Ingvar, sondern von Östen war. Sie bezieht sich auch darauf, dass er einen Bruder namens Olaf hatte, der der König von Fjordane war.